# Diachasmimorpha budrysi
Diachasmimorpha budrysi är en stekelart som beskrevs av Van Achterberg 1999. Diachasmimorpha budrysi ingår i släktet Diachasmimorpha och familjen bracksteklar. Inga underarter finns listade i Catalogue of Life.